# Tituly a vyznamenání Amhy Selassieho

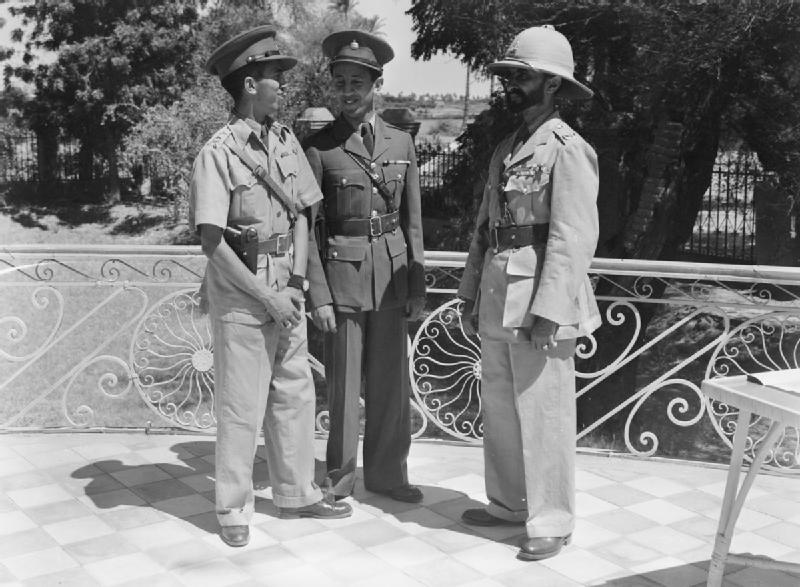
Amha Selassie ve vojenské uniformě spolu s otcem a bratrem

Amha Selassie, nejstarší syn etiopského císaře Haile Selassie I., obdržel řadu etiopských i zahraničních řádů a medailí. Byl také držitelem několika čestných vojenských hodností.

## Vojenské hodnosti

### Čestné vojenské hodnosti
- polní maršál Císařské etiopské armády[1]
- admirál loďstva Císařského etiopského námořnictva[1]
- maršál Císařského etiopského letectva[1]

## Vyznamenání

### Etiopská vyznamenání
- rytíř Řádu Šalomounova – 2. listopadu 1930
- rytíř velkokříže Řádu Šalomounovy pečeti – 2. listopadu 1930
- rytíř velkokříže Řádu svaté Trojice – 2. listopadu 1930
- rytíř velkokříže Řádu Menelika II.
- rytíř velkokříže Řádu etiopské hvězdy
- Vojenská medaile Haile Selassieho I.
- Čestná medaile Haile Selassieho I.
- Vítězná hvězda – 1944
- Korunovační medaile Haile Selassieho I. – 2. listopadu 1930
- Jubilejní medaile 1955 – 2. listopadu 1955
- Jubilejní medaile 1966 – 5. května 1966

### Zahraniční vyznamenání
- Belgie
  -  velkokříž Řádu Leopolda – 1958
- Brazílie
  -  velkokříž Řádu Jižního kříže – 4. července 1958
- Bulharsko
  -  velkokříž Královského řádu za občanské zásluhy
- Dánsko
  -  rytíř Řádu slona – 15. ledna 1970
- Egypt
  -  řetěz Řádu Nilu
- Egyptské království
  -  řetěz Řádu Muhammada Alího – 1932
- Francie
  -  velkokříž Řádu čestné legie – 2. ledna 1932
  -  velkokříž Řádu černé hvězdy – 2. listopadu 1930
- Ghana
  -  společník Řádu ghanské hvězdy – 1970
- Italské království
  -  rytíř velkokříže Řádu svatého Mauricia a svatého Lazara – 2. listopadu 1930
- Japonsko
  -  velkokříž Řádu chryzantémy
  -  Řád vycházejícího slunce I. třídy
- Jordánsko
  -  velkostuha Nejvyššího řádu renesance – 1960
  -  velkostuha Řádu jordánské hvězdy – 1960
- Libanon
  -  velkostuha Národního řádu cedru
- Monako
  -  Čestná medaile
- Německo
  -  velkokříž Záslužného řádu Spolkové republiky Německo
- Nizozemsko
  -  velkokříž Řádu nizozemského lva – 7. listopadu 1953
- Norsko
  -  velkokříž Řádu svatého Olafa – 1956
- Polsko
  -  velkokříž Řádu znovuzrozeného Polska – 2. listopadu 1930[2]
- Rumunsko
  -  Řád hvězdy Rumunské socialistické republiky I. třídy – 1967
- Řecko
  -  velkokříž Řádu Spasitele – 1959
- Spojené království
  -  čestný rytíř velkokříže Královského Viktoriina řádu – 30. října 1930[3]
  -  čestný rytíř velkokříže Řádu britského impéria – 13. ledna 1932[3]
  -  čestný rytíř velkokříže Řádu svatého Michala a svatého Jiří – 16. října 1958[3]
- Švédsko
  -  komtur velkokříže Řádu Vasova – 9. ledna 1935
  -  rytíř Řádu Serafínů – 15. listopadu 1954
- Thajsko9
  -  velkostuha Řádu bílého slona – 1970
  -  velkostuha Řádu thajské koruny
- Vatikán
  -  rytíř velkokříže Řádu Pia IX. – 1932